# Commandement en chef français civil et militaire

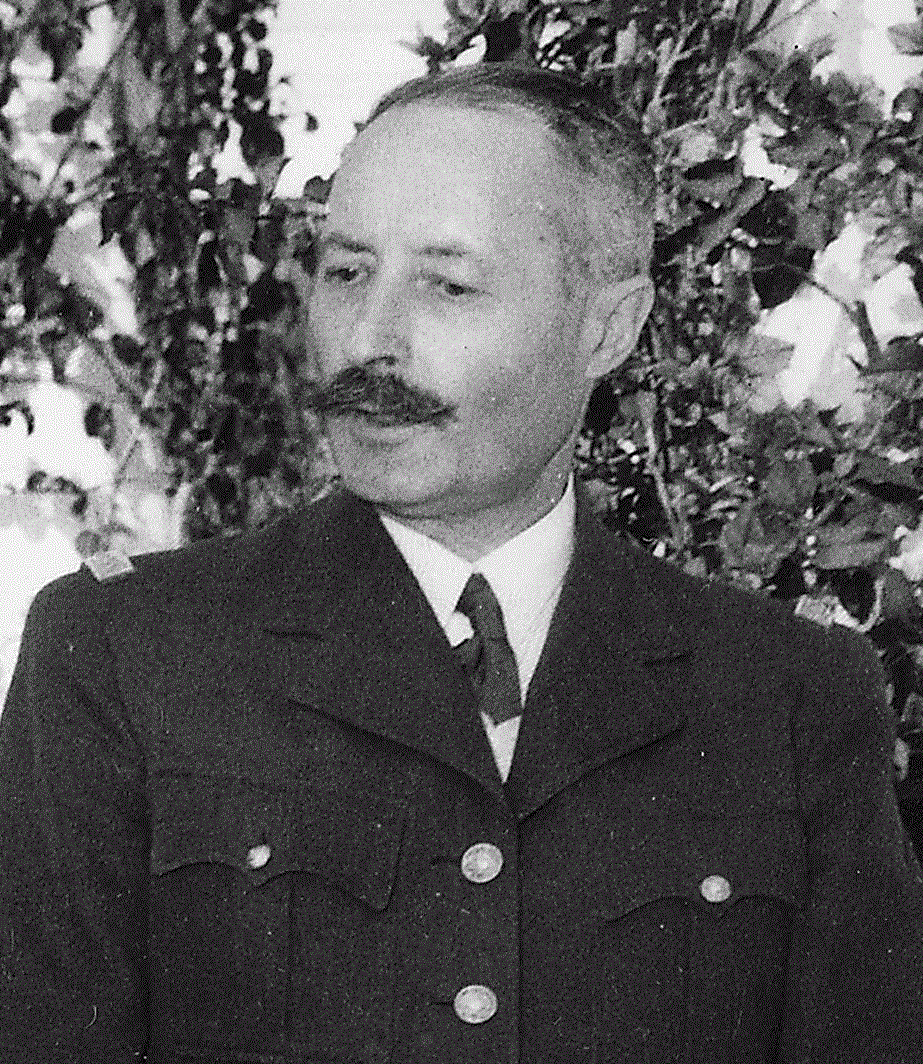
Le général Henri Giraud.

Le Commandement en chef français civil et militaire,, dit également Commandement en chef français ou Commandement civil et militaire d'Alger, est l'organe gouvernemental dirigé à Alger par le général Giraud à la suite de la libération d'une partie des territoires français d'Afrique du Nord lors de l'opération Torch des 7 et 8 novembre 1942.
La structure créée par François Darlan après le débarquement porte d'abord le nom de « Haut-commissariat de France en Afrique » ; le nom de « Commandement en chef français civil et militaire » est adopté par Giraud, successeur de Darlan, en février 1943. Le Commandement en chef français civil et militaire exerçait son autorité sur l'Algérie française, le Protectorat français du Maroc, le Protectorat français de Tunisie (après son évacuation par les Allemands et les Italiens en mai 1943) et l'Afrique-Occidentale française. En juin 1943, le Commandement fusionne avec le Comité national français, organe de direction de la France libre, pour donner naissance au Comité français de Libération nationale.

## Historique
L'amiral François Darlan, après une opposition de quelques jours au débarquement allié en Afrique du Nord ordonnée par le maréchal Pétain et le régime de Vichy, se rend compte de la réalité du rapport de forces et bascule dans le camp des Alliés. Le 13 novembre, il est reconnu comme « Haut-commissaire de France résidant en Afrique du Nord » par le général Eisenhower. Le général Giraud devient de son côté commandant des forces militaires en Afrique du Nord. Sur les conseils du général Robert Murphy, Darlan inclut à ce haut-commissariat les conjurés du 7 novembre, qui comprend en outre les grands feudataires. Le pouvoir est alors concentré entre ses mains et celles de son conseiller politique, le général Bergeret, ex-ministre de Vichy.[réf. souhaitée]
Mais le 24 décembre 1942, Fernand Bonnier de La Chapelle, un des activistes du 7 novembre enrôlé dans les Corps francs d’Afrique, abat Darlan. Il sera exécuté, après un procès sommaire, le 26 décembre. La plus grande confusion règne. Des partisans du « comte de Paris », dont Henri d'Astier de la Vigerie, tentent de favoriser l'accession au pouvoir du prétendant orléaniste au trône de France.
Le 26 décembre, le général Giraud est élu haut-commissaire par les membres du Conseil impérial. La candidature du « comte de Paris » ne semble pas avoir été envisagée. Celle de Charles Noguès, préféré par les vichystes et que Giraud affirmera plus tard avoir pensé un moment soutenir, n'a pas l'agrément des anglo-saxons du fait de son attitude pendant le débarquement en Afrique du Nord. Par une ordonnance du 5 février 1943, Giraud prend le titre de « Commandant en Chef civil et militaire ». Le Journal officiel du Haut-commissariat de France en Afrique est remplacé, à partir du 20 février, par celui du Commandement en chef français civil et militaire. Giraud signe ses déclarations et ordonnances du titre suivant : « Le général d'armée, commandant en chef français, civil et militaire ».
Giraud exerce son autorité sur l'Algérie française et le Protectorat français du Maroc, pendant que les combats contre Allemands et Italiens se poursuivent dans le Protectorat de Tunisie ; Darlan ayant précédemment obtenu le ralliement de l’Afrique-Occidentale française, celle-ci est également dans le camp giraudiste, tandis que l'Afrique-Équatoriale française est dans le camp gaulliste.
Giraud a conservé à ses côtés un certain nombre de collaborateurs de Darlan. Plusieurs des lois de Vichy se perpétuent momentanément, tolérées par les États-Unis malgré les protestations du général de Gaulle. Le 30 décembre, Bergeret fait arrêter « à titre préventif » plusieurs personnalités, pour la plupart gaullistes, ayant participé aux opérations alliées du 8 novembre,. Sous la pression alliée, les douze gaullistes arrêtés sont progressivement libérés, de même que les vingt-sept députés communistes précédemment internés en Algérie en mars 1941. Le 20 janvier, Giraud nomme au poste de Gouverneur général Marcel Peyrouton, ancien ministre de l'intérieur de Vichy et acteur de l'abrogation du décret Crémieux.
Au début du mois de mars 1943, plusieurs mesures annoncent une prise de distance avec Vichy. Les effigies du maréchal Pétain et les allusions à l'État français disparaissent progressivement des édifices publics et des documents officiels. Cette évolution est accélérée par l'arrivée, début mars, de Jean Monnet, envoyé par Franklin Delano Roosevelt pour épauler Giraud. Le 14 mars, Giraud prononce un discours qu'il qualifiera plus tard de « premier discours démocratique de [sa] vie », par lequel il rompt avec Vichy en affirmant que l'armistice du 22 juin 1940 n'a pas engagé la France et que la législation promulguée depuis est sans effet,.
Jean Monnet pousse Giraud à négocier avec de Gaulle après que la conférence de Casablanca a constitué une première prise de contact. Plusieurs pans de la législation vichyste sont progressivement abandonnés. Giraud refuse cependant de revenir sur l'abrogation du décret Crémieux, ce qui aboutirait à rendre leur citoyenneté française aux Juifs d'Algérie, considérant qu'« en Afrique du Nord, les Juifs ne doivent pas être considérés autrement que les musulmans. Ce sont des indigènes pratiquant une religion différente de celle de leurs voisins, pas autre chose ». Le décret ne sera rétabli qu'en octobre. De Gaulle arrive à Alger le 30 mai 1943 (après  la libération définitive de la Tunisie par les forces alliées, le 13 mai 1943). Le 3 juin 1943, le Commandement civil et militaire d'Alger fusionne avec le Comité national français de Londres, pour former le Comité français de Libération nationale. Cela constitue une première étape du général de Gaulle pour évincer le général Giraud à la tête de l'Afrique française du Nord.

## Composition

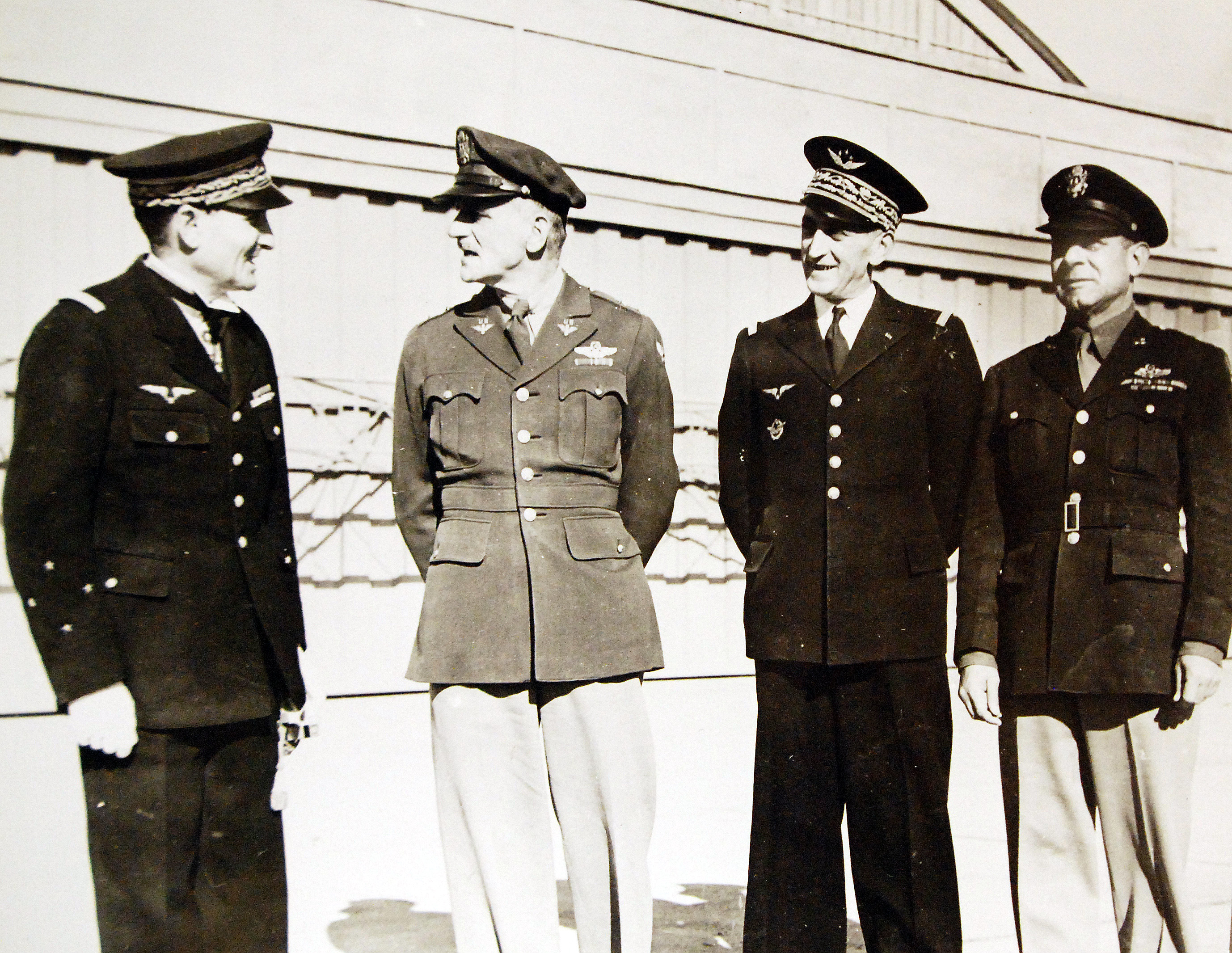
Les généraux Bergeret (à gauche) et Mendigal (3e en partant de la gauche) avec les généraux américains Carl Spaatz et James Doolittle, en 1943.

- Haut-commissaire, puis commandant en chef français civil et militaire : général Henri Giraud
  - Haut-commissaire adjoint : général Jean Bergeret
  - Cabinet civil et militaire :
    - Affaires civiles : Jacques Lemaigre Dubreuil
    - Affaires militaires : André Beaufre

  - Secrétaire aux affaires politiques : Jean Rigault
  - Secrétaire aux affaires extérieures : Jacques Tarbé de Saint-Hardouin
  - Secrétaire aux affaires économiques : Alfred Pose
  - Secrétaire à l'Information : général René Chambe[14] (7 février (décision du 21 février) - 7 mai 1943) puis André Labarthe
  - Gouverneur général de l'Algérie française : Marcel Peyrouton
  - Résident général au Protectorat du Maroc : Charles Noguès
  - Commandant des forces navales : amiral Frix Michelier
  - Major général des armées : général René Prioux
  - Commandant des forces terrestres : général Alphonse Juin
  - Commandant de l'aviation en AFN : général Jean Mendigal[15]
  - Secrétaire d'état "conseiller personnel" : René Chambe (8 mai 1943 - 3 juin 1943)